# Metachrostis deserta
Metachrostis deserta är en fjärilsart som beskrevs av Hans Georg Amsel 1935. Metachrostis deserta ingår i släktet Metachrostis och familjen nattflyn. Inga underarter finns listade i Catalogue of Life.